# Oxford Camerata
Oxford Camerata es un conjunto británico especializado en la interpretación de música renacentista principalmente. Fue fundado a mediados de los 1980s por Jeremy Summerly, David Hurley y Henrietta Cowling. Su director es Jeremy Summerly.

## Historia
Inicialmente el grupo consistió en un coro, la Oxford Camerata propiamente dicha, que dio su primer concierto en la Maison Francaise de Oxford el 22 de mayo de 1984. Su núcleo consiste en 12 cantantes con o sin acompañamiento de órgano. Sin embargo, dependiendo del repertorio a interpretar, el número de componentes se ha visto reducido o aumentado, desde 4 hasta 20.
Para acompañar al coro, en 1992, se formó el conjunto instrumental Oxford Camerata Instrumental Ensemble y en 2007 se formó la Oxford Camerata Baroque Orchestra. Al igual que el conjunto vocal, el número de componentes de estos dos conjuntos instrumentales es flexible dependiendo del repertorio a interpretar, contando desde 4 hasta 20 miembros. También dependiendo del repertorio utilizan instrumentos de época o modernos.
La mayor parte de sus grabaciones han estado dedicadas al repertorio del Renacimiento y principios del Barroco aunque ocasionalmente han interpretado también obras de otros periodos, desde el canto gregoriano hasta música del siglo XX.

## Discografía
- 1992 - Lamentations. White, Tallis, Palestrina, Lassus, De Brito. Naxos 8.550572.
- 1992 - Palestrina: Missa Papae Marcelli, Missa Aeterna Christi Munera. Naxos 8.550573
- 1992 - Byrd: Mass for Four Voices, Mass for Five Voices, Infelix ego. Naxos 8.550574.
- 1993 - Victoria: Missa O magnum mysterium, Missa O quam gloriosum / Lobo: Versa est in luctum. Naxos 8.550575
- 1993 - Tallis: Mass for Four Voices, Motets. Naxos 8.550576.
- 1993 - Gesualdo: Complete Sacred Music for Five Voices. Naxos 8.550742
- 1993 - Medieval carols. Naxos 8.550751.
- 1993 - Lassus: Masses for Five Voices, Infelix ego. Naxos 8.550842
- 1994 - Fauré: Requiem, Messe Basse, Cantique de Jean Racine / Vierne: Andantino / de Severac: Tantum ergo. Junto con la Oxford Schola Cantorum. Naxos 8.550765
- 1994 - Allegri: Miserere and other choral masterpieces. Es un álbum recopilatorio con varios grupos, pero incluye el Miserere de Allegri, grabado expresamente para esta recopilación. Naxos 8.550827
- 1994 - Renaissance Masterpieces. Naxos 8.550843.
- 1994 - Tye: Missa Euge Bone, Peccavimus, Omnes gentes / Mundy: Kyrie, Magnificat. Naxos 8.550937 .
- 1995 - Purcell: Full Anthems & Organ Music, Music on the Death of Queen Mary. Naxos 8.553129
- 1995 - Dufay: Missa L'homme armé, Supremum est mortalibus bonum . Naxos 8.553087.
- 1995 - Hildegard von Bingen: Heavenly Revelations. Naxos 8.550998 .
- 1996 - Gibbons: Choral and Organ Music. Naxos 8.553130.
- 1996 - Weelkes: Anthems. Naxos 8.553209.
- 1996 - Schutz: Psalmen Davids. Naxos 8.553044
- 1996 - English Madrigals and Songs from Henry VIII to the 20th Century. Naxos 8.553088
- 1996 - Guillaume de Machaut: La Messe de Nostre Dame, Songs from Le Voir Dit. Naxos 8.553833.
- 1997 - Jacob Obrecht: Missa Caput, Salve Regina. Naxos 8.553210.
- 1998 - Ockeghem: Missa L'homme armé, Ave Maria, Alma Redemptoris Mater / Josquin: Memor esto verbi tui . Naxos 8.554297.
- 1998 - Josquin: Missa L'homme armé, Ave Maria, Absalon, fili mi. Naxos 8.553428.
- 1998 - Adrian Willaert: Missa Christus resurgens, Magnificat sexti toni, Ave Maria. Naxos 8.553211 .
- 1999 - Let Voices Resound. Songs from Piae Cantiones (1582). Female Voices of Oxford Camerata. Naxos 8.553578.
- 1999 - Tomkins: Choral and Organ Music. Naxos 8.553794.
- 2005 - Tallis: Spem in alium, Missa Salve intemerata. Naxos 8.557770 (CD), Naxos 6.110111 (SACD).
- 2006 - Gombert: Magnificat I, Salve Regina, Credo, Tulerunt Dominum. Naxos 8.557732 .
- 2008 - Hildegard von Bingen: Celestial Harmonies. Responsories and Antiphons from Symphoniae armonie celestium revelationum. Naxos 8.557983.

DVD:
- 2005 - Tallis: Spem in alium, Missa Salve intemerata. DVD correspondiente al CD citado más arriba. Naxos 5.110111